# Cukubasan
Cukubasan (筑波山)  je 877 metrů vysoká hora, která se nachází poblíž města Cukuba v Japonsku. Patří mezi jednu z nejznámějších hor v Japonsku, obzvláště dobře známá pro své dva vrcholy, Njotaisan 877m a Nantaisan 871m.
Většina hor v Japonsku jsou vulkanického původu, ale Cukubasan se skládá z nesopečných hornin jako žula a gabro.

## Fauna a flora
V nižších nadmořských výškách hory jsou stromy jako kryptomerie japonská, borovice hustokvětá. Ve vyšších nadmořských výškách lze najít druhy jako jsou buk, javor dlanitolistý a řadu jehličnanů.
Dále zde roste hortenzie, pěnišník, bohyška, kapradiny, abychom jmenovali alespoň některé.
Mimo tyto zde existuje nesčetné množství zástupců hmyzu včetně stonožek, sršní mandarýnských, strašilek, kudlanek, cikád a více než 70 druhů motýlů. Vyskytuje se zde také množství obojživelníků a ptáků.
Z větších zvířat se vyskytuje například sika, prase divoké, mýval, jezevec lesní a japonský poddruh lišky obecné. 